# Озерянский сельский совет (Кобелякский район)
Озерянский сельский совет (укр. Озерянська сільська рада) — входит в состав
Кобелякского района
Полтавской области
Украины.
Административный центр сельского совета находится в селе Озера.

## Населённые пункты совета
- с. Озера
- с. Морозы
- с. Поводы
- с. Прощурады